# Píñar
Píñar ist eine Gemeinde in der Provinz Granada im Südosten Spaniens mit 1.060 Einwohnern (Stand: 2024). Die Gemeinde liegt in der Comarca Los Montes.

## Geografie
Die Gemeinde liegt im Norden der Provinz und grenzt an Darro, Diezma, Gobernador, Guadahortuna, Iznalloz, Morelábor und Torre-Cardela.

## Sehenswürdigkeiten
In Píñar befinden sich die Ruinen einer großen Burg, die wahrscheinlich von den Römern gegründet und später von den Mauren wieder genutzt wurde, die ebenso zum Nationaldenkmal erklärt wurde wie die nahegelegene Höhle Cueva de las Ventanas. Zudem befindet sich die archäologische Fundstätte Carigüela auf dem Gemeindegebiet.